# Estadio Rafael Calles Pinto
Het Estadio Rafael Calles Pinto is een multifunctioneel stadion in Guanare, een stad in Venezuela. Het stadion is vernoemd naar een van de oprichters van Llaneros de Guanare, Rafael Calles Pinto. In 1984 kwam hij om bij een verkeersongeluk.
Het stadion wordt vooral gebruikt voor voetbalwedstrijden, de voetbalclub Llaneros FC maakt gebruik van dit stadion. In het stadion is plaats voor 13.000 toeschouwers. Het stadion werd gerenoveerd in 2007. Het stadion werd geschikt gemaakt voor de Llanos National Sports Games. Er werden nieuwe zitplekken geplaatst en de capaciteit werd uitgebreid. Ook werd er een nieuwe grasmat neergelegd.